# 旅遊都市化
旅遊都市化是都市化的一個特殊過程，指城鎮透過旅遊業來帶動市鎮都市化的發展。根據呂大樂引述Mullins 1999：
"tourism urbanization" ...... [is] a process of building cities for the purpose of adjusting to the requirements of the tourist industry.
|  | 旅遊都市化......[是]一個以適應旅遊業為原則的都市建設過程。 |

而這個過程的一大特色，是完全的消費主導，而不是其他都市化形式的生產主導。
旅遊都市化跟第二次世界大戰後五十多年時間旅遊業的蓬勃發展息息相關，令大都會區的經濟依賴旅遊業。Gladstone舉出了美國的拉斯維加斯與奧蘭多、墨西哥的坎宮及澳大利亞的黃金海岸與陽光海岸作例子；而呂大樂又舉出了香港的蘭桂坊令過往外籍人士聚集的地方從灣仔北移往中環蘇豪區。針對不同類型的旅客，往往會令城市的社會結構改變，例如：由於大豪客式花費與生態旅遊作主導的旅遊令城市產生不同的產業需求，這種發展連帶令城市的職位分配改變，從而亦令社會結構改變。然而，這種發展往往跟本土經濟相對立，令都市規劃者為撥出更多資源去發展旅遊業而令本土經濟退讓。

## 參看
- 消費主導/消費社會 - 生產主導
- 本土經濟
- 旅遊地理學